# Simon Brendle
Pour les articles homonymes, voir Brendle.
Simon Brendle (né en juin 1981) est un mathématicien allemand qui travaille en géométrie différentielle et sur des équations aux dérivées partielles non-linéaires.

## Carrière
Il reçoit son doctorat en 2001 de l'Université de Tübingen, sous la supervision de Gerhard Huisken et il est actuellement professeur à l'université Columbia. Il a été professeur invité au MIT, à l'ETH Zurich, à l'université de Princeton et à l'université de Cambridge.
En 2006, il a construit des contre-exemples à la conjecture de la compacité pour le problème de Yamabe. Il a également donné une description complète du comportement asymptotique du flot de Yamabe. En 2007, il prouve le théorème des sphères différentiables (en collaboration avec Richard Schoen). En 2012, il prouve la conjecture de Hsiang–Lawson (en) et résout un problème concernant l'unicité des solutions auto-similaires au flot de Ricci qui se pose dans le contexte du travail de Grigori Perelman.

## Prix et distinctions
Pour ses contributions à la géométrie différentielle, il a reçu le Prix EMS de la Société mathématique européenne en 2012. Il a donné la Conférence Euler 2012 et, en 2011, les Conférences Takagi. En 2006, il est conférencier invité au congrès international des mathématiciens de 2006 à Madrid. Il reçoit une Bourse Sloan en 2006.
En décembre 2013, il reçoit le Prix Bôcher de l'American Mathematical Society « pour ses solutions exceptionnelles de problèmes longtemps ouverts en géométrie analytique ».
En 2017, il est lauréat du prix Fermat.

## Principales publications
- Blow-up phenomena for the Yamabe equation, Journal de l'AMS 21, p. 951-979, 2008
- Convergence of the Yamabe flow in dimension 6 and higher, Inventiones Mathematicae 170, p. 541-576, 2007
- (en collaboration avec Richard Schoen) Manifolds with 1/4 pinched curvature are space forms, Journal de l'AMS, 22, 2009, p. 287
- Ricci Flow and the Sphere Theorem, American Mathematical Society, Graduate Studies in Mathematics, vol. 111, 2010
- (en collaboration avec R. Schoen) Curvature, sphere theorem and the Ricci flow, Bulletin de l'AMS, 48, 2011, p. 1-32, en Ligne
- (en collaboration avec R. Schoen) Riemannian manifolds of positive curvature, actes du Congrès international des mathématiciens (ICM 2010), Hyderabad, Inde, août 19 à 27, 2010. Vol. I, p. 449-475, 2011
- (en collaboration avec F. C. Marques, A. Neves) Deformations of the hemisphere that increase scalar curvature, Inventiones Mathematicae 185, 2011, p. 175-197, Preprint (Min-Oo Conjecture)
- Rotational symmetry of self-similar solutions to the Ricci flow, Inventiones Mathematicae 194, 2013, p. 731-764
- Embedded minimal tori in and the Lawson conjecture, Acta Mathematica, 211, 2013, p. 177--190, Preprint (Lawson Conjecture)
- Embedded self-similar shrinkers of genus 0, Annals of Mathématiques 183, 715-728 (2016)